# Fågelvännen
Fågelvännen var en svensk ornitologisk tidskrift som gavs ut av BirdLife Sverige mellan 1998 och 2016. Tidskriften riktade sig till medlemmar i SOF med ett mer allmänt fågelintresse. 2016 uppgick tidskriften i en annan av SOF:s publikationer, Vår Fågelvärld.